# Патрик Џозеф Кенеди
Патрик Џозеф Кенеди (енгл. Patrick Joseph Kennedy; Бостон, Масачусетс, 14. јануар 1858 — Бостон, Масачусетс, 18. мај 1929) је био амерички политичар. Био је отац Џозефа П. Кенеди Старијег и деда Роберта Кенедија и Џона Фицџералда Кенедија, који је био председник САД.
Патрик Џозеф био је најмађе од петоро деце Бриџет Марфи и Патрика Кенедија, сиромашног Ирца који је емигрирао у Америку. Закони који су забрањивали католицима да поседују земљиште и да се школују су навели његове родитеље да емигрирају у Бостон у Масачусетсу.
Њихоб први син, Џон, умро је од колере још као беба. Неколико месеци после рођења Патрика Џозефа и његов отац је покошен епидемијом колере која је харала кроз Источни Бостон.
Као једини преживели мушкарац у породици, П. Џ. био је први Кенеди који је стекао формално образовање. Ишао је на Бостонски Колеџ и постао успешни бизнисмен пре него што је ушао у политику. Као члан Демократске странке служио је као члан Представничког Дома Масачусетса, а такође је био и сенатор у Сенату Масачусетса.
Пред Други светски рат, био је амбасадор САД у Уједињеном Краљевству.
Дана 23. новембра 1887. оженио је Мери Аугусту Хики, ћерку богатог бизнисмена из Бостона. Његов син Џозеф оженио се Росом Фицџералд, ћерком Џона Ф. Фицџералда, који је такође био локални политичар. Ово је створило базу за даље политичко напредовање породице Кенеди.
Патрик Џозеф Кенеди (праунук П. Џ. Кенедија) је такође име сина сенатора Едварда Кенедија,